# Kozmino

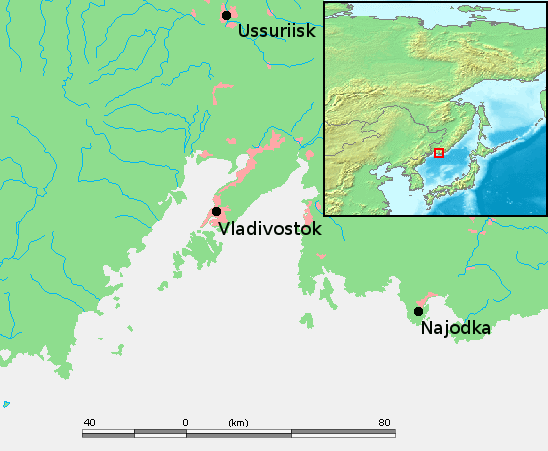
Localización de la ciudad de Nakhodka, cerca de la que está el puerto de Kozmino en la bahía de Nakhodka.

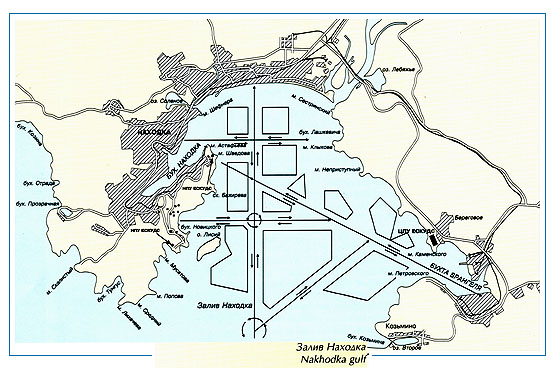
Puerto de Kozmino en la bahía de Nakhodka.

Kozmino es un puerto de Rusia a orillas del mar de Japón, localizado en las proximidades de la ciudad de Nakhodka, cerca de la frontera con China y Corea del Norte.
Kozmino es el punto terminal del oleoducto Siberia Oriental- Océano Pacífico. Con la inauguración de su terminal petrolera el 28 de diciembre de 2009, el puerto de Kozmino se convirtió en el tercer puerto petrolero más importante de Rusia.